# Etten-Leur

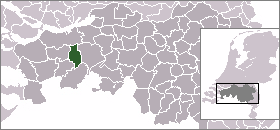
Kommunens läge i Nederländerna

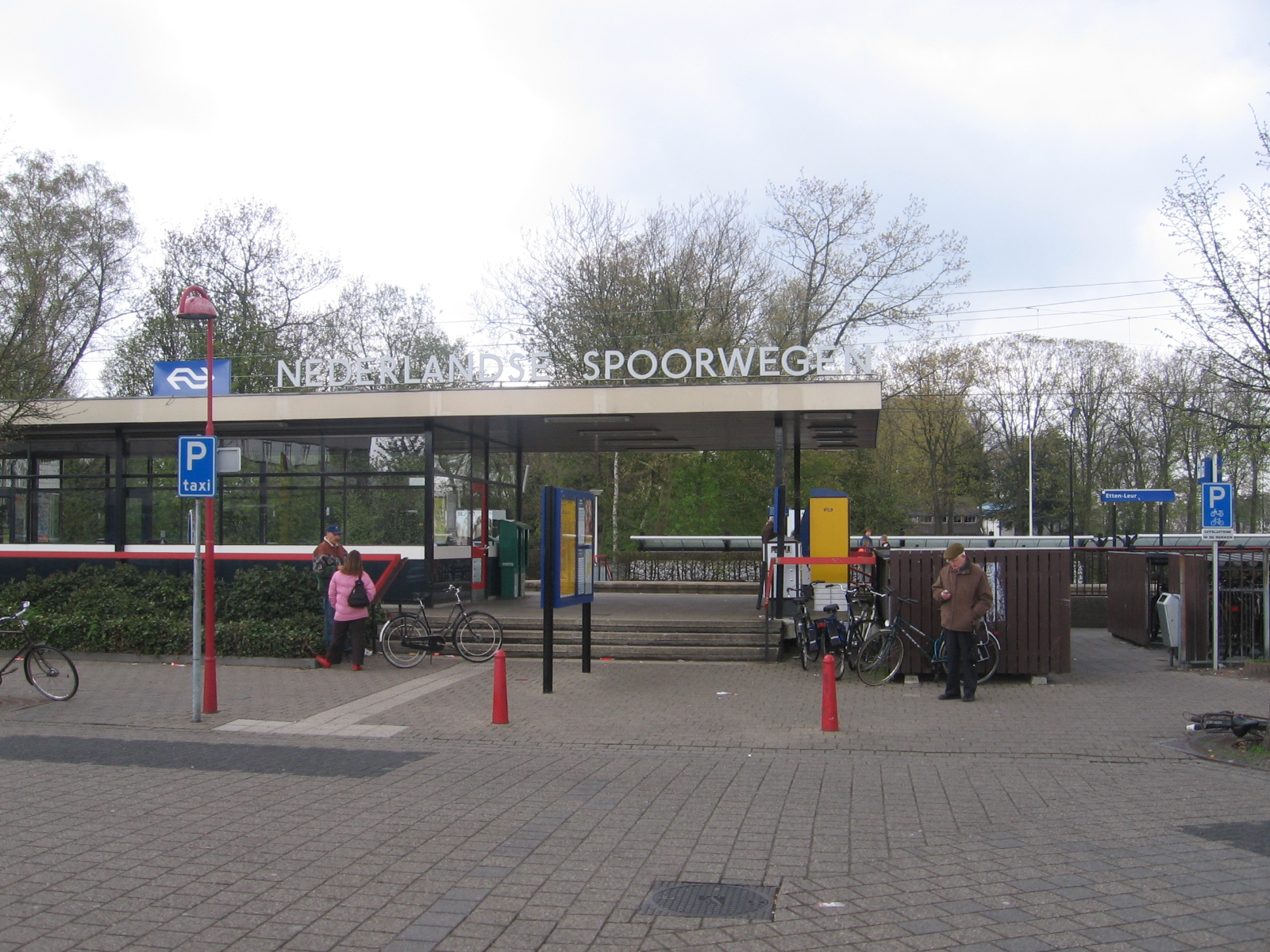
Etten-Leurs järnvägsstation

Etten-Leur är en kommun i södra Nederländerna, belägen i provinsen Noord-Brabant. Namnet är en kombination av de två tidigare städerna Etten och Leur. Idag är de två städerna sammansmälta till en.
Kommunen har en area på 55,88 km² (varav 0,42 km² består av vatten) och totalt 42 084 invånare (februari 2012). Befolkningstätheten är 760 invånare per kvadratkilometer.

## Geografi
Etten-Leur ligger mellan kommunerna Breda och Roosendaal. Andra omliggande platser är Prinsenbeek, Hoeven, Rucphen och Sint-Willebrord.

## Historia
Båda städerna, skapade under medeltiden, var relativt välmående under tiden då landet var de Republiken Förenade Nederländerna, undantaget under spansk-nederländska kriget då området var en central utgångspunkt. Orsaken till framgången var för att Etten var en central torvframställare, och Leur var en lokal handelshamn. Försämringen i ekonomisk betydelse drabbade båda orter under 1800-talet. Under denna tiden levde Vincent van Gogh till och från i kommunen, vilket gjorde honom till den mest kända invånaren i Etten och Leurs historia. Den ekonomiska nedgången bromsades år 1950 då nederländska regeringen bestämde att stödja befolkningstillväxten och industriell utveckling. Som resultat av denna utveckling sammanfogades de två städerna till Etten-Leur.

## Kommunpolitik
Kommunstyret i Etten-Leur består av 27 ledamöter från följande partier:
- APB (6 ledamöter)
- Christen-Democratisch Appèl (6 ledamöter)
- Democraten 66 (1 ledamot)
- GroenLinks (1 ledamot)
- Ons Etten-Leur (3 ledamöter)
- Partij van de Arbeid (6 ledamöter)
- Volkspartij voor Vrijheid en Democratie (4 ledamöter)